# Зунд (географія)

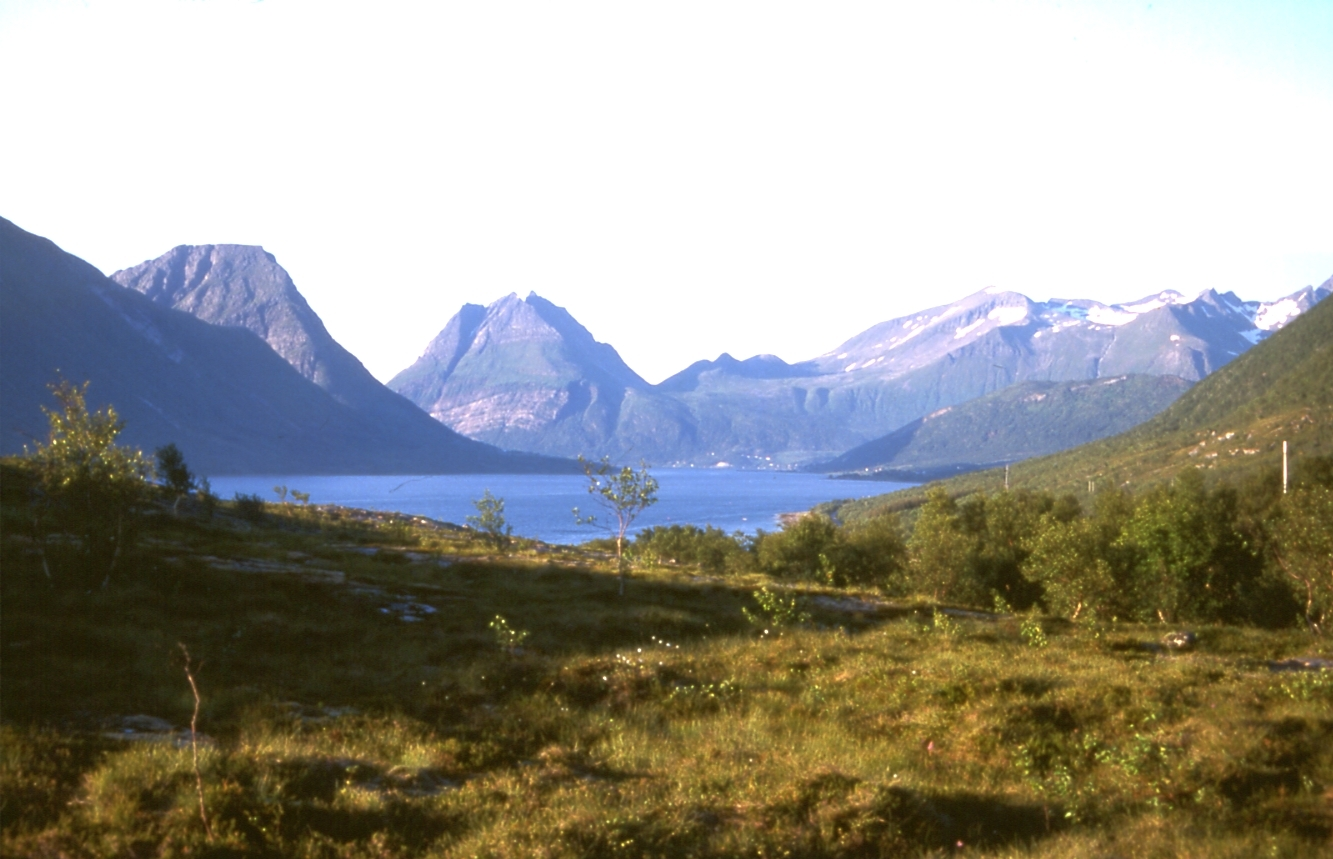
Алдерзунд в Хельгеланде, Норвегія відокремлює острів Алдра (ліва сторона) від континенту

В географії, зунд — велике море або океан на вхід, глибше, ніж закрут і ширше ніж  фіорд ; або вузький морський або океанський канал між двома сушами (див. також протоку ).
Використання "зунду" в англомовних топонімах мало послідовне.

## Огляд

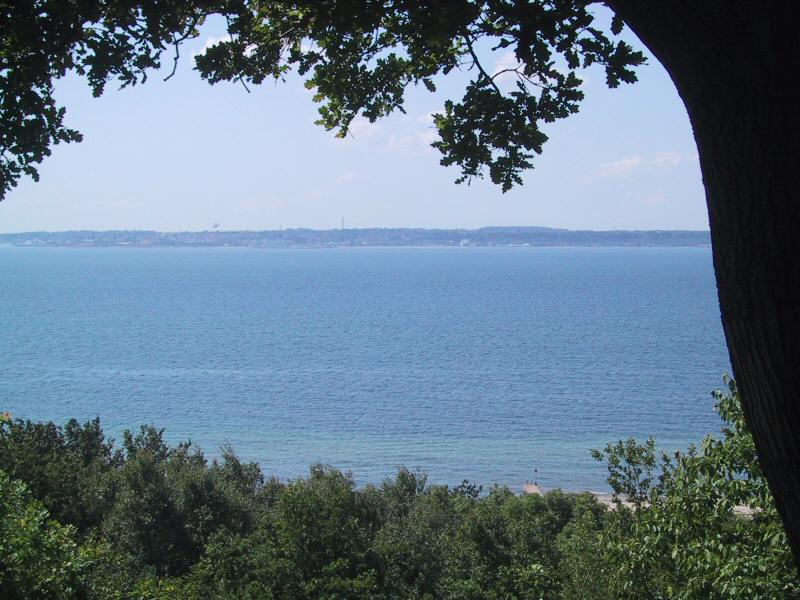
Вид на Ересунд (The Sound), з Гельсінгборга, Швеція

Зунд часто утворюється морями, що заливають річкову долину. Це утворює довгий вхідний отвір, де похилі схили долини спускаються до рівня моря і продовжують під водою, утворюючи похиле морське дно. Зунди Марлборо в Новій Зеландії є гарними прикладами цього типу утворення.
Іноді зунд може утворитися за допомогою льодовика, що висікає долину на узбережжі,або морем, що вторгається в долину льодовика. Льодовик створює зунд, який часто має круті, майже вертикальні боки, що тягнуться глибоко під воду. Морське дно часто рівне і глибше на наземному кінці, ніж на морському, через льодовикові моренні відкладення. Цей тип зунду більш правильно називати фьорд (або фіорд). Зунди у Фіордланді, Нова Зеландія, утворилися таким чином.
Зунд, як правило, позначає захищене кріплення. Він може бути частиною більшості великих островів.
У більш загальному північноєвропейської використання, зунд є протокою або вузькою частиною протоки. У Скандинавії та навколо Балтійського моря існує понад сотні проток на ім'я Зунд, в основному названих на честь острова, який вони відокремлюють від континенту або більшого острова.

## Етимологія
Термін зунд походить від англосаксонського або давньоскандинавського слова sund, що також означає " плавання ".
Слово sund вже зафіксовано в давньоскандинавській та давньоанглійській мовах як "розрив" (або "вузький доступ"). Це передбачає відношення до дієслів, що означають "відокремлювати", таких як absondern і aussondern ( німецька ), söndra ( шведська ), sondre ( норвезька ), а також англійський іменник sin, німецька Sünde ("крім Божого закону"), та шведський синд. Англійська також має прикметник "aunder" та іменник "sundry", а шведська - прикметник sönder ("зламаний").
У шведській та обох норвезьких мовах "sund" - загальний термін для будь-якої протоки. У шведській та нюнорській областях це навіть частина назв у всьому світі, наприклад, у шведській "Berings sund" та "Gibraltar sund", а в нюнорській "Beringsundet" і "Gibraltarsundet".

## Зовнішні посилання
Вікісховище має мультимедійні дані за темою: Зунд (географія)